# Масаса
Маса́са (англ. Masasa) — традиційна громада у складі дистрикту Нтчеу Центрального регіону Малаві.
Населення — 35326 осіб (2018).